# While My Guitar Gently Weeps
"While My Guitar Gently Weeps" é uma canção da banda britânica The Beatles composta por George Harrison e lançada no álbum The Beatles de 1968. Esteve presente na lista das 500 melhores canções de todos os tempos da revista Rolling Stone.

## Origens da Criação
De acordo com Harrison, a inspiração para a música veio da leitura do "I Ching", que segundo ele foi baseada no conceito oriental de que tudo é relativo, em oposição ao conceito ocidental de que tudo é mera coincidência.
Tendo esta ideia do relativismo na casa de seus pais, em Liverpool, durante um período de férias, Harrison começou a escrever uma música com base nas primeiras palavras que ele viu após abrir o livro aleatoriamente. Essas primeiras palavras foram "gently weeps" (suavemente chora). Então, imediatamente, começou a canção.

## Gravação
Segundo George Martin, produtor conhecido como o "quinto Beatle", John Lennon e Paul McCartney subestimaram a música, que depois se tornaria um clássico. Eles a gravaram no dia 16 de agosto mais de 14 passagens, algumas acústicas e nenhuma agradou George. Ele dizia que Lennon e McCartney tocaram com muito desânimo e desdém "Eles não levaram o trabalho a sério e acredito que nem se esforçaram para tocá-la direito." Mas sua forma de revolta não poderia ser mais criativa: Eric Clapton disse que Harrison falava da música e de repente disse que "ele bem que poderia participar do disco" ao que Clapton respondeu: "Os outros Beatles não iriam gostar!" e George subitamente respondeu: "Não tem nada a ver com eles, a música é minha."
Eric se encontrou rapidamente no estúdio com sua Gibson Les Paul, fazendo o solo da "guitarra que chora" e segundo Harrison: "A presença de Clapton no estúdio serviu para desanuviar as tensões entre o grupo e eles tiveram uma melhora em seu comportamento na sua presença." Ringo Starr completou: "Foram dias memoráveis, Eric era muito divertido." Porém alguns tem dúvidas de que o solo usado no disco não foi o que Clapton gravou apenas pelo fato do trabalho seguinte da banda, o Abbey Road, ter um estilo semelhante tocado por George (possivelmente por influência do amigo). Mesmo assim, Harrison disse sobre o solo: "…Então Eric tocou, e eu achei que ficou realmente bom. Ouvimos e ele disse ‘tem um problema, não está Beatle o bastante.’ Então colocamos o ADT (automatic double-track) para incrementar um pouco."
A versão acústica está no disco Anthology 3 e no retrabalho LOVE, com arranjo orquestrado por George Martin.

## Os músicos
- George Harrison – duplo vocal, violão, órgão Hammond
- John Lennon – guitarra com tremolo
- Paul McCartney – piano, baixo ( rickenbacker 4003 )
- Ringo Starr – bateria, pandeirola, castanholas
- Eric Clapton – guitarra solo